# Wonderful & Beautiful
「Wonderful & Beautiful」（ワンダフル・アンド・ビューティフル）は、日本のロックバンド・レミオロメンのメジャー11作目（通算12作目）のシングル。

## 概要
- 前作「蛍/RUN」から約7ヶ月ぶりのシングル。
- 「蒼の世界」以来5作ぶりに新録のカップリング曲が2曲収録された[注 1]。
- 表題曲は「蒼の世界」以来5作ぶりにノンタイアップで、カップリング1曲目は森山未來主演の映画『スマイル 聖夜の奇跡』の主題歌に[1]、カップリング2曲目は日本中央競馬会『CLUB KEIBA』のCMソングに起用された[2]。映画のタイアップを手掛けるのは「蛍」に引き続き2作連続、日本中央競馬会のタイアップを手掛けるのは「茜空」以来2作ぶりとなった。
- 「アカシア」以来8作ぶりに単数形態で発売された。
- 初回生産分はデジパック仕様で、特典としてペアウィンターグローブと、メンバーからのクリスマスメッセージメールが当たる応募パスワードが同梱された。
- 今作で『ミュージックステーション』に11度目の出演を果たした[3]。
- オリコンチャート初登場3位を獲得。「茜空」以来2作ぶりのトップ3入り、6作連続でのトップ5入りと月間チャート入りを果たした。

## 収録曲
1. Wonderful & Beautiful [4:55]
作詞・作曲：藤巻亮太
編曲：レミオロメン、小林武史
同年10月28日に日比谷野外大音楽堂で開催された『SPECIAL LIVE “Wonderful & Beautiful”』にて初披露された楽曲。藤巻はこの楽曲について「ミュージシャンとしてではなく、1人の人間として音楽と言葉をより大切にしたいと思うきっかけになった曲。」であると語っている[4]。
2. Wonderland [4:04]
作詞・作曲：藤巻亮太
編曲：レミオロメン、小林武史
3. リズム [4:47]
作詞：藤巻亮太
作曲：前田啓介
編曲：レミオロメン、小林武史
ストリングスアレンジ：小林武史、四家卯大

## 参加ミュージシャン
レミオロメン
- 藤巻亮太：Vocal & Guitar
- 神宮司治：Drums
- 前田啓介：Bass

サポートミュージシャン
- 小林武史：Keyboards
- 四家卯大ストリングス：Strings (#3)
- 安達練：Computer Programmed

## タイアップ
- 東宝配給映画『スマイル 聖夜の奇跡』主題歌 (#2)
- 日本中央競馬会『CLUB KEIBA』CMソング (#3)

## 収録アルバム
- 風のクロマ (#1,3)
- レミオベスト (#1)